# Посольство Швеции в Таиланде
Посольство Швеции в Таиланде (швед. Sveriges ambassad i Bangkok, тайск. สถานเอกอัครราชทูตสวีเดนประจำประเทศไทย) — дипломатическая миссия Швеции в Таиланде в Бангкоке. Посол также представляет интересы страны в Камбодже, Лаосе и Мьянме. Швеция также имеет четыре почетных консульства в Таиланде: в Пхукете, Паттайе, Чиангмае и Прачуапкхирикхане.

## История
Дипломатические отношения между Швецией и Таиландом были установлены в 1868 году. В период с 1931 по 1959 год Швеция имела нерезидента-посла, аккредитованного для работы в Таиланде от Японии и Китая. В июле 1959 года было достигнуто соглашение между правительствами Швеции и Таиланда о взаимном повышении статуса миссий до посольств. В связи с этим Турд Хаген был назначен первым послом Швеции в Бангкоке.

## Персонал и задачи

### Персонал
Посольство в Бангкоке является одним из крупнейших шведских посольств в Азии и мире, в нем работает в общей сложности чуть более 70 сотрудников, включая как иностранных, так и местных сотрудников.

### Задачи
Посольство Швеции в Бангкоке выполняет широкий спектр обязанностей, охватывающих Таиланд, Мьянму, Лаос и Камбоджу, где также аккредитован посол для работы. В Мьянме отделение посольства в Янгоне занимается политикой, сотрудничеством в целях развития и продвижением Швеции. В Камбодже находится отделение по сотрудничеству в целях развития, а в Лаосе — почётное консульство.
Отдел развития посольства в Бангкоке занимается обширным региональным сотрудничеством в целях развития в Азии и Океании, уделяя особое внимание демократии, правам человека, гендерному равенству, климату и окружающей среде. Консульский отдел уделяет первоочередное внимание оказанию помощи гражданам Швеции в Таиланде, популярном месте для шведских туристов, а посольство занимается большим объемом дел по миграции, включая визы и виды на жительство. Политический, торговый и рекламный отдел отслеживает и сообщает о политических событиях в Таиланде, включая внутреннюю и внешнюю политику, права человека, климат, окружающую среду и экономические вопросы. Посольство также сотрудничает с Business Sweden для поддержки шведского бизнеса в регионе.
Кроме того, посольство продвигает интересы Швеции, включая права человека, демократию, экологическую устойчивость и гендерное равенство. Оно также способствует студенческим и культурным обменам. Отдел обороны представляет вооружённые силы Швеции и оборонное сотрудничество с Таиландом. В состав посольства также входят скандинавская полиция и таможенный офис связи, которые тесно сотрудничают с властями Таиланда по вопросам трансграничной преступности.

## Здания

### Канцелярия
Канцелярия находилась по адресу 231/2 Сатхон-тай-роуд с 1960 по 1964 год. С 1965 по 1975 год канцелярия находилась в здании по адресу 197/1 Си-лом-роуд.
По состоянию на 2025 год посольство находится на 8-м этаже в One Pacific Place, по адресу 140 Сухумвит-роуд.

### Резиденция
Резиденция посла находилась по адресу 57 Сои-прасармитр, район Бангкапи с 1965 по 1968 год. В 2024 году резиденция  располагалась в апартаментах Baan Suan Maak по адресу 2-3 Сои-патанасин, Нанглинчи-роуд в Тхунгмахамеке в районе Сатхон.